# يوتا أكيموتو
يوتا أكيموتو مواليد 11 يوليو 1987 في ماتشيدا، طوكيو، اليابان، هو لاعب كرة قدم ياباني يلعب لنادي شونان بلمار كحارس مرمى.

## مرحلة الشباب

### أندية لعب لها
- يوكوهاما مارينوس

## المسيرة الاحترافية

### أندية لعب لها
- يوكوهاما مارينوس
- إهيمه إف سي
- شونان بلمار

## روابط خارجية
- يوتا أكيموتو على موقع رابطة كرة القدم اليابانية للمحترفين (اليابانية)
- يوتا أكيموتو على موقع قاعدة بيانات كرة القدم.إي يو (الإنجليزية)
- يوتا أكيموتو على موقع Soccerway.com (الإنجليزية)
- يوتا أكيموتو على موقع عالم كرة القدم.نت (الإنجليزية)